# Good Luck Man
Good Luck Man — студійний альбом американського блюзового музиканта Кері Белла, випущений у 1997 році лейблом Alligator.

## Опис
Кері Белл — різноплановий співак, однак особливо виділяється його гра на губній гармоніці. Белл є одним з останніх головних чиказьких блюзових губних гармоністів (учень гуртів Мадді Вотерса та Віллі Діксона) очолював свій власний блюзовий колектив упродовж останніх 30 років на момент випуску цього альбому. З лейблом Alligator Белл співпрацює з 1972 року. Тут грає його давній учасник гурту гітарист Стів Джейкобс, піаніст Джонні Ігуана (який працював з Джуніором Веллсом) і ударник Віллі Гейз (грав з Альбертом Коллінсом, Лютером Еллісоном і Джуніором Веллсом). Серед композицій виділяється «Bell Hop».
У 1998 році альбом отримав нагороду W.C. Handy Blues Awards в номінації «Традиційний блюз-альбом». Альбом також був добре прийнятий критиками, позитивні рецензії написали Chicago Tribune, Living Blues та Associated Press.

## Список композицій
1. «My Love Strikes Like Lightning» (Маккінлі Морганфілд) — 4:10
2. «Love Her, Don't Shove Her» (Меттью Сколлер) — 3:25
3. «Sleeping With the Devil» (Джонні Янг) — 3:48
4. «Hard Working Woman» (Кері Белл Гаррінтгон) — 4:38
5. «Bell Hop» (Кері Белл Гаррінтгон) — 3:42
6. «Bad Habits» (Д. Г. Брюер) — 4:49
7. «Good Luck Man» (Гері Толлі, Річард Флемінг) — 5:24
8. «Hard Hearted Woman» (Волтер Гортон) — 3:55
9. «Going Back to Mississippi» (Кері Белл Гаррінтгон) — 3:42
10. «I'm a Business Man» (Біллі Емерсон, Віллі Діксон) — 3:22
11. «Teardrops» (Кері Белл Гаррінтгон) — 7:08
12. «Brand New Deal» (Кері Белл Гаррінтгон) — 4:20
13. «Good Lover» (Джиммі Рід) — 3:50
14. «Double Cross» (Кері Белл Гаррінтгон) — 2:44

## Учасники запису
- Кері Белл — вокал, губна гармоніка
- Стів Джейкобс — соло-гітара, співпродюсер
- Вілл Кросбі — ритм-гітара (1, 2, 5—7, 11, 14)
- Джонні «Фінгерс» Ігуана — фортепіано
- Джонні Б. Гейден (1, 2, 5—7, 11, 14), Т. А. Джеймс (3, 4, 8—10, 12, 13) — бас
- Том Паркер (3, 4, 8—10, 12, 13), Віліл Гейз (1, 2, 5—7, 11, 14) — ударні

Технічний персонал
- Брюс Іглауер — продюсер, текст
- Девід Аксельбаум — інженер
- Маттіас Майнд — дизайн обкладинки
- Ноел Грігалунус, Пол Неткін — фотографія обкладинки